# Konstantin Kohler
Konstantin Kohler (* 2. Dezember 1939 in Mindelheim; † 27. April 2023) war ein deutscher römisch-katholischer Geistlicher. Er war von 1993 bis 2003 Generalvikar und von 2003 bis 2009 Domdekan im Bistum Augsburg.

## Leben
Der in Kirchdorf aufgewachsene Kohler studierte Theologie und Philosophie an der Hochschule in Dillingen. Konstantin Kohler empfing am 29. Juni 1967 durch Josef Stimpfle im Marienmünster Dießen die Priesterweihe und war anschließend zunächst Kaplan an der St.-Lorenz-Kirche und Präfekt am Studienseminar St. Magnus in Kempten (Allgäu). 1975 wurde er zum Regionaldekan der neuen Region Memmingen gewählt. Zwei Jahre später wurde er Pfarrer in Mattsies und 1980 zusätzlich Vikar von Zaisertshofen. Nach dem Tod von Wilhelm Hummel 1984 wurde Kohler Direktor der Regens-Wagner-Stiftungen in Dillingen. Bischof Viktor Josef Dammertz ernannte ihn 1993 zum Generalvikar des Bistums Augsburg. Er wurde im gleichen Jahr ins Augsburger Domkapitel aufgenommen. 1995 erhielt er zudem von Papst Johannes Paul II. den Titel eines päpstlichen Ehrenprälaten. 2003 wurde Kohler zum Domdekan gewählt; sein Nachfolger als Generalvikar war sein bisheriger Stellvertreter Josef Heigl. 2009 wurde Kohler als Domdekan emeritiert. Er war danach als Ruhestandsgeistlicher in die seelsorgliche Arbeit der Pfarreiengemeinschaft Bad Wörishofen eingebunden, wo er auch lebte. Am 27. April 2023 ist er verstorben.

## Ehrungen und Auszeichnungen
- 1995: Ernennung zum päpstlichen Ehrenprälaten
- 2005: Verdienstorden der Bundesrepublik Deutschland (Verdienstkreuz 1. Klasse)[2]